# Proposta di matrimonio
La proposta di matrimonio è un accordo fra due persone che decidono di contrarre matrimonio.

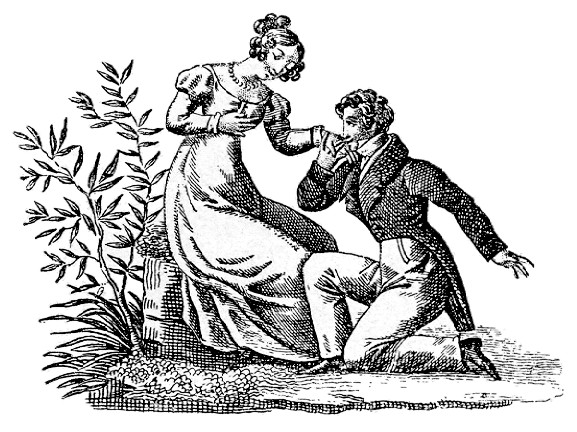
Immagine tipica di una proposta di matrimonio datata 1815.

## Tradizione
Al fine di fidanzarsi, è necessario fare una proposta di matrimonio, un rituale dove una persona chiede a un'altra di sposarsi fra loro. In questa forma di rituale la persona offre un anello di fidanzamento come simbolo dell'avvenuta accettazione da parte di chi ha acconsentito; a seguito di ciò la coppia ha contratto il fidanzamento. Nella maggioranza dei riti è l'uomo che chiede la mano della donna. Esistono però, momenti in cui è la donna a chiedere la mano ad esempio la regina del Regno Unito Vittoria propose il matrimonio al principe Alberto di Sassonia-Coburgo-Gotha. In altre culture si chiede al padre della sposa il permesso prima di proporre.

## Legislazione
Il fidanzamento, inteso comunemente come rapporto tra due persone privo di un vincolo giuridico, fatto salvo quanto previsto per la promessa di matrimonio dagli articoli 79, 80 e 81 del Codice civile italiano, non è disciplinato dalla legge italiana. Bisogna poi distinguerlo dai rapporti di convivenza more uxorio, in quanto il fidanzamento non è necessariamente correlato a un rapporto di convivenza.